# Edificio Vallecas 20
Vallecas 20, también conocido como La Torre Negra, es un edificio residencial de 74 metros de altura y 22 plantas situado en el Ensanche de Vallecas de Madrid (España). Alberga 132 pisos y dúplex VPO de uno y dos dormitorios en régimen de alquiler con opción a compra. Se trata de un edificio de vivienda pública singular dentro del Ensanche de Vallecas, muy visible desde la M-45.

## Descripción

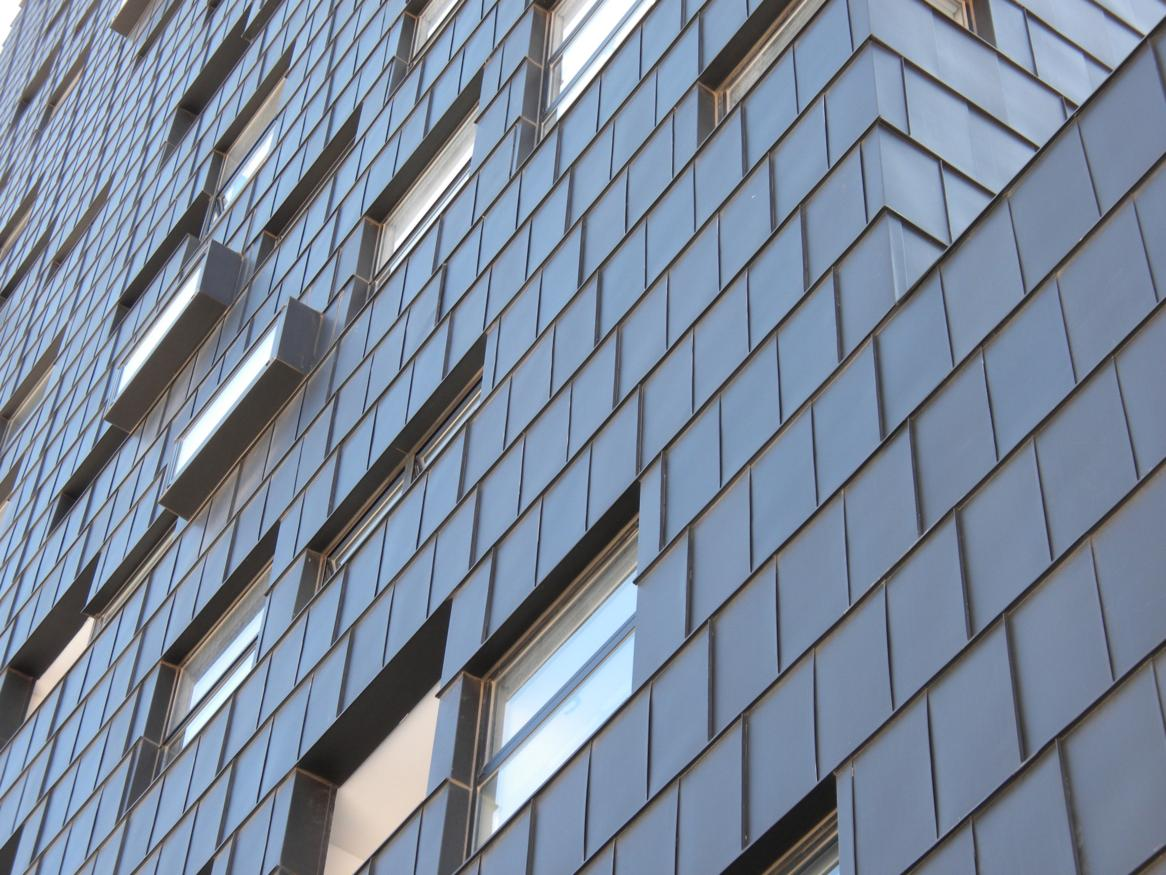
Detalle de la fachada en la que se aprecian las placas de zinc y la forma irregular de las ventanas.

Se trata de un conjunto de viviendas de poca superficie repartidas en dos piezas: un bloque de la escala habitual en el PAU, y una torre de 22 pisos que se levanta como un esbelto monolito. Ambas piezas se comunican por un cuerpo bajo, de tres plantas (baja más dos), en el que las viviendas son dúplex y a través del que se unen bloque y torre por un estrecho pasillo. 
En la fachada, que está recubierta de una piel de escamas de zinc en franjas horizontales, se insertan las ventanas de forma irregular, ocultando los niveles de cada piso, y en ella sobresalen algunas ventanas, dándole movimiento y un aspecto irregular al edificio. En los paños de zinc hay un buen número de huecos de distintos tamaños, que se van abriendo con poco orden y arriesgada composición: unos están enrasados con la fachada, otros sobresalen en cajas, otros se remeten formando pequeñas terrazas y otros se doblan en las esquinas. El conjunto se apoya en un basamento blanco muy hermético que ocupa toda la altura de la planta baja, resuelto con piezas cerámicas brillantes de tamaño doméstico. En el interior las zonas comunes también se resuelven en blanco y negro (blanco en paredes, techo y puertas; negro en suelos).

## Historia
Este edificio comenzó a construirse el 30 de agosto de 2006 con un presupuesto de 6.774.263,05 euros. Actualmente está en uso.
En 2010 recibió el Premio NAN de Arquitectura.

## Premios
El edificio recibió en 2010 el Premio NAN de Arquitectura en el apartado de “Mejor Construcción Residencial”, que reconoce la muestra arquitectónica más representativa realizada por los estudios españoles.
Para el Coordinador General de Vivienda del Ayuntamiento de Madrid en ese año, Juan José de Gracia, el premio demostró que la vivienda de protección "no está reñida con la calidad y la innovación". En su opinión, las administraciones deben "renovar ideas arquitectónicas, de las que no sólo salen edificios de alta calidad y sostenibilidad medioambiental, sino auténticos referentes que transforman el paisaje urbano".